# كل متلي (غتشين)
کل متلي (بالفارسية: کل متلی) هي قرية تقع في إيران في هرمزغان. يقدر عدد سكانها بـ 1,589 نسمة .